# بلژیک (میزوری)
بلژیک (به انگلیسی: Belgique) یک منطقهٔ مسکونی در ایالات متحده آمریکا است که در شهرستان پری، میزوری واقع شده‌است. بلژیک ۱۱۳ متر بالاتر از سطح دریا واقع شده‌است.